# Het balkon
Het balkon (Frans: Le Balcon) is een schilderij van Édouard Manet. Het werk stamt uit 1868-69 en laat twee personen op een balkon zien: de schilderes Berthe Morisot en de violiste Fanny Claus, met de schilder Antoine Guillemet op de achtergrond. Op de Parijse salon van 1869 werd het werk voor het eerst tentoongesteld. Het schilderij maakt sinds 1986 deel uit van de collectie van het Musée d'Orsay.

## Voorstelling
De hoofdpersonen van het schilderij waren alle drie bevriend met Manet. Berthe Morisot is links te zien. Manet leerde haar in 1867 kennen en oefende een grote invloed op haar uit, hoewel ze nooit zijn leerling zou worden. Het balkon is het eerste schilderij van Manet waarop zij figureert. Later zou hij nog enige malen haar portret schilderen, waarbij zij vaak een waaier in haar hand hield. In 1874 trouwde zij met Eugène, de broer van de schilder. Naast haar staat Antoine Guillemet, een schilder die zich nooit tot het impressionisme bekeerde, maar wel bevriend was met een aantal belangrijke kunstenaars uit die stroming. Fanny Claus ten slotte poseert aan de rechterkant. Deze violiste was bevriend met de vrouw van Manet, die pianolerares was. Op de achtergrond, links naast Antoine Guillemet, is nog een vierde persoon te zien met een schenkkan in zijn hand, wellicht een portret van Manets stiefzoon Léon Leenhoff. Achter de balustrade zijn ook een blauwe hortensia in een porseleinen pot en een hondje geschilderd.
Het leven van de beau monde in het Parijs van het midden van de negentiende eeuw was een belangrijke bron van inspiratie voor Manet. De stadsvernieuwing die Haussmann in die tijd verwezenlijkte, kenmerkte zich onder andere door statige huizen met kleine balkons. Hiervandaan kon de gegoede burgerij het drukke leven op de boulevards gadeslaan. Voor dit schilderij koos de schilder ervoor het balkon van zijn eigen atelier als decor te gebruiken. De hoofdpersonen zijn volgens de laatste mode gekleed. Het is opvallend dat Fanny Claus op het punt staat om uit te gaan, getuige haar kleding en de handschoenen die ze aantrekt, terwijl Berthe Morisot een jurk aanheeft die alleen binnen werd gedragen.
Tussen de drie figuren op het balkon lijkt geen enkele interactie te bestaan. Guillemet en Claus staren ogenschijnlijk onverschillig in de verte, terwijl Morisot, de enige van wie de ogen duidelijk zijn weergegeven, schuin wegkijkt. Ook de belangrijkste attributen, de waaier van Morisot, de stropdas van Guillemet en de paraplu van Claus, wijzen alle een andere kant op. Het schilderij wekt daardoor de indruk een momentopname in het jachtige stadsleven te zijn. Sommige critici zien in het werk een symbool van de individualisering van het moderne leven.

## Kritiek
In tegenstelling tot veel andere werken van Manet werd dit schilderij toegelaten tot de Parijse salon van 1869. Het scherpe contrast tussen de groene (met het nieuwe pigment vert émeraude geschilderde), witte en zwarte delen van het werk lokten daar veel negatieve reacties uit. In een brief aan haar zus Edma schreef Berthe Morisot over haar bezoek aan de salon en de kennismaking met het schilderij:

Je suis plus étrange que laide ; il paraît que l’épithète de femme fatale a circulé parmi les curieux. 

(Ik ben eerder vreemd dan lelijk; het schijnt dat de benaming femme fatale rondgaat onder de nieuwsgierigen.)
— Berthe Morisot (1869)

## Herkomst
- 4 - 5 februari 1884: het schilderij bevindt zich in de nalatenschap van Manet en wordt gekocht door Gustave Caillebotte voor 3.000 frank.
- 1894: nagelaten aan de staat. Het werk wordt vanaf 1896 tentoongesteld in het Musée du Luxembourg.
- 1929: overgebracht naar het Louvre.
- 1947: overgebracht naar de Galerie nationale du Jeu de Paume.
- 1986: overgebracht naar het Musée d'Orsay.

## Afbeeldingen

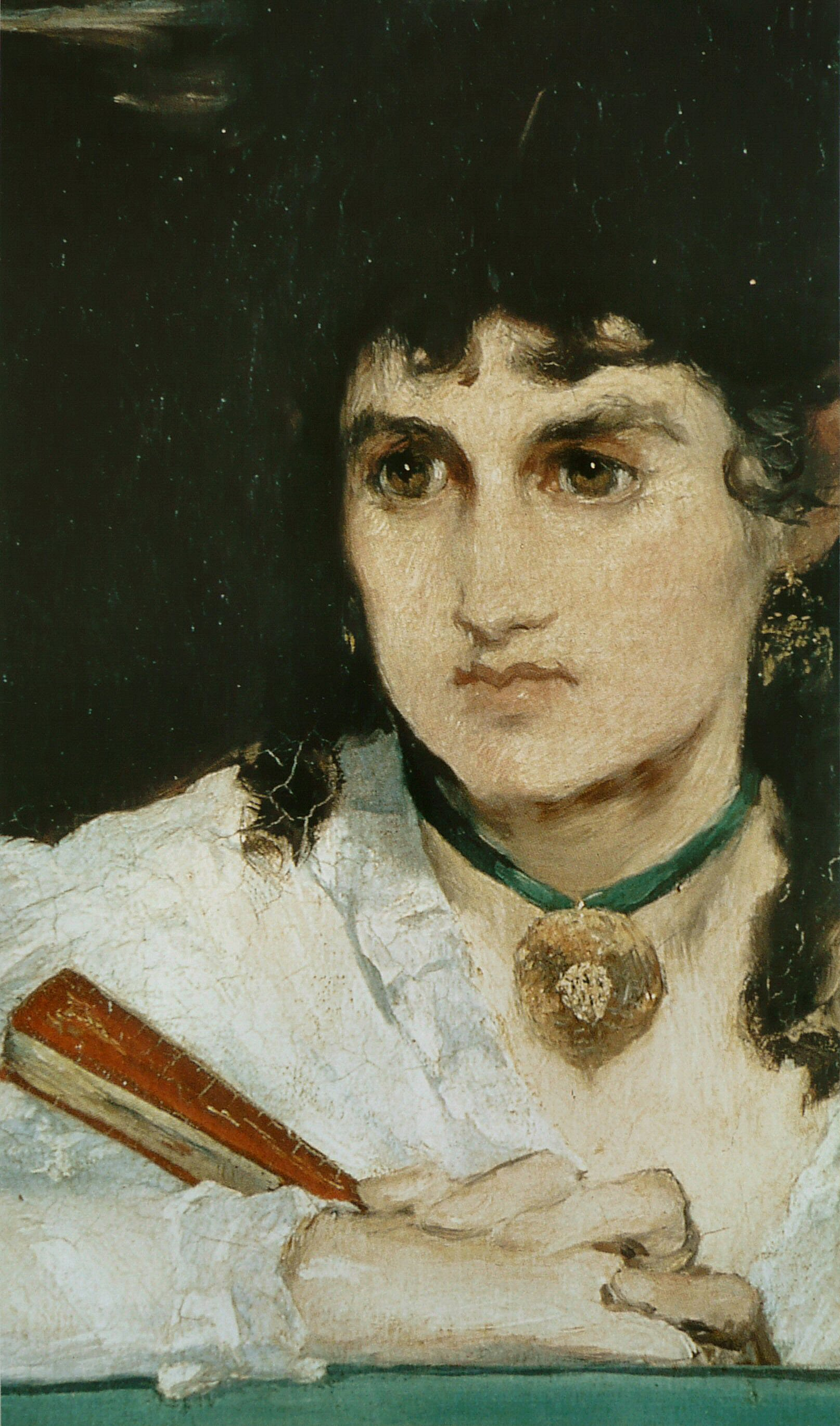
Detail
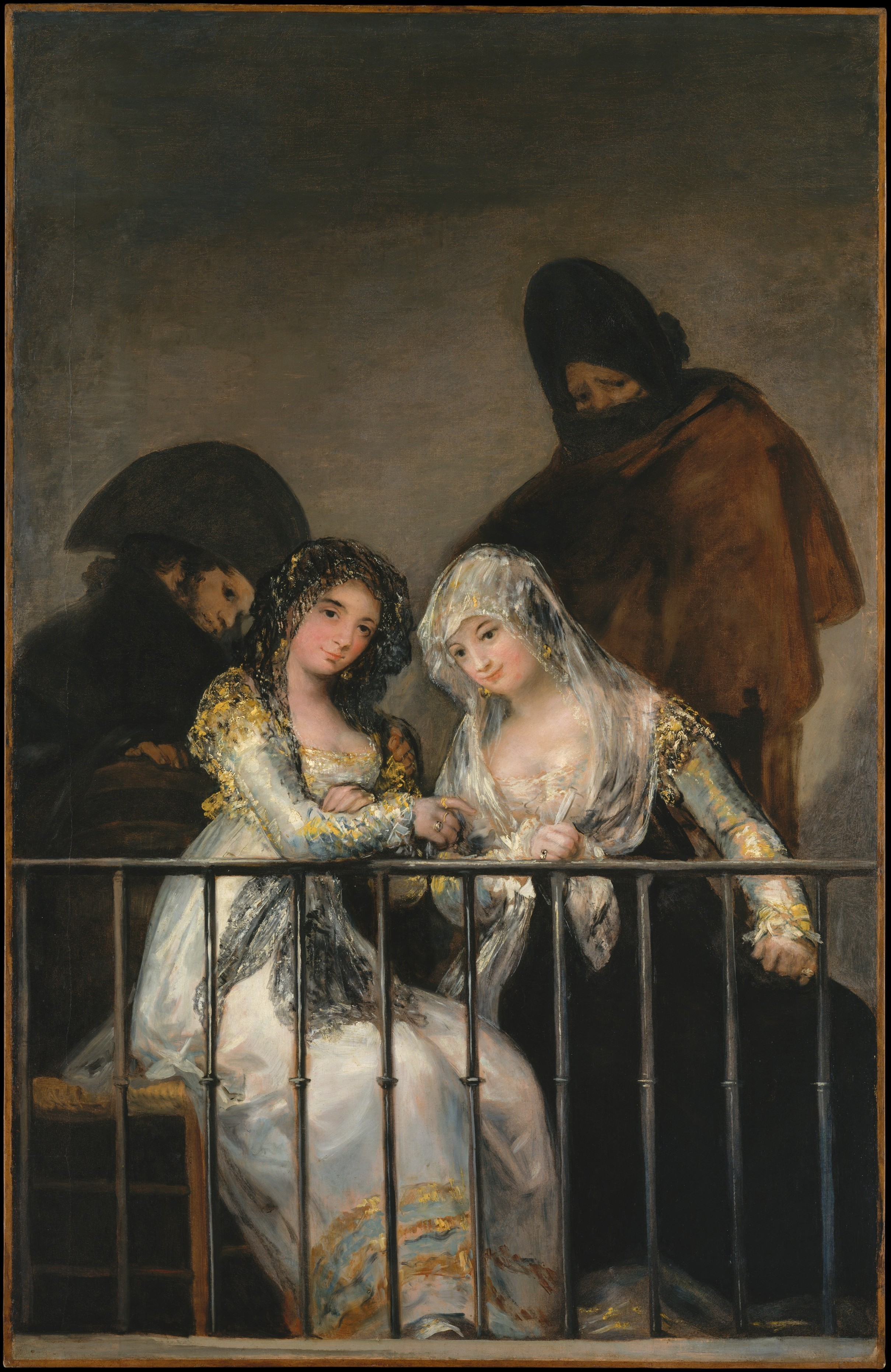
Majas op een balkon - Francisco Goya
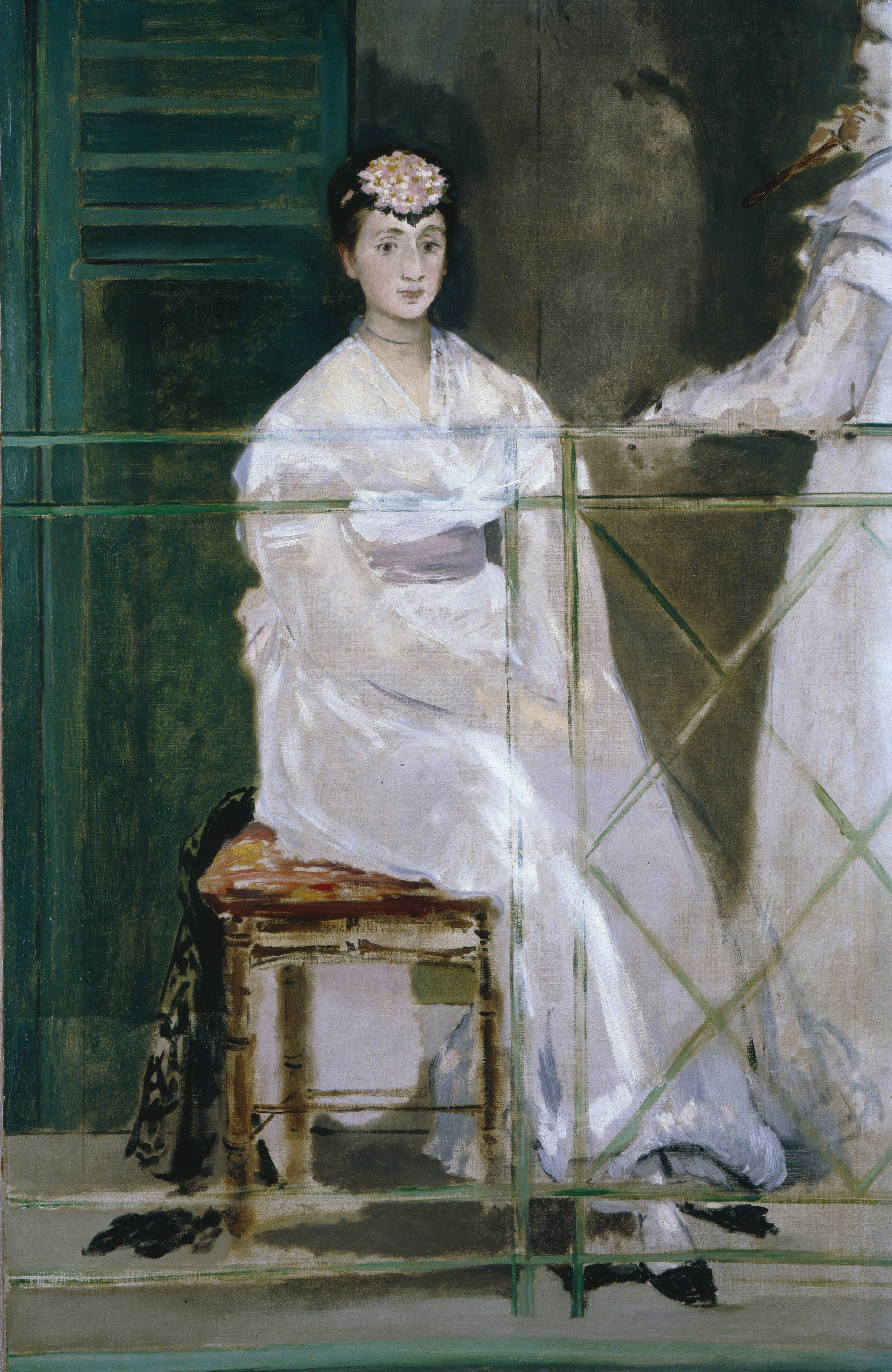
Portret van Mademoiselle Claus (1868)